# لينزي كوكر
لينزي كوكر (بالإنجليزية: Linzey Cocker)‏ هي ممثلة بريطانية، ولدت في 19 مايو 1987 في المملكة المتحدة.

## وصلات خارجية
- لينزي كوكر على موقع IMDb (الإنجليزية)
- لينزي كوكر على موقع ألو سيني (الفرنسية)
- لينزي كوكر على موقع أول موفي (الإنجليزية)
- لينزي كوكر على موقع قاعدة بيانات الأفلام السويدية (السويدية)
- لينزي كوكر على موقع قاعدة بيانات الفيلم (الإنجليزية)
- لينزي كوكر على موقع كينوبويسك (الروسية)